# Xiao Pan
Xiao Pan est une maison d'édition française indépendante créée en 2005 par Patrick Abry, coorganisateur du Festival de l'image dessinée française de Pékin dont la première édition eut lieu cette même année. Elle n'édite que des bandes dessinées chinoises, au rythme théorique de deux albums par mois. À noter qu'une partie des albums publiés sont des productions originales inédites en Chine (comme My Street, Niu Mao, Le Fils du Marchand…).
Le 9 janvier 2012 Xiao Pan est mis en liquidation judiciaire.

## Polémique
En 2006, l'éditeur Soleil annonçait, dans son magazine Suprême Dimension, la sortie prochaine de One Day de Benjamin. L'opacité de la gestion des droits d'auteurs en Chine semble être à la base de ce problème[réf. nécessaire]. One Day a par la suite paru chez Xiao Pan.

## Publications
- Au fond du rêve
- La Belle du temple hanté
- Butterfly in the air
- Diu Diu
- Dr Forlen
- Dream (manhua)
- Les Enquêtes du Dr Li
- Envol (manhua)
- Le Fils du marchand
- Five colors
- Flash (manhua)
- Golden man
- Hibernation (manhua)
- Histoires courtes
- Jenni
- Léa Graslin
- Love, fragments Shanghaï
- Maruta 454
- Matous et pingouins
- Mélodie d'enfer
- Un monde idéal
- Le Mont du sud
- My Street
- My Way (manhua)
- Niumao
- One Day
- Orange (manhua)
- Le Pavillon de l'aile ouest
- La Quête de l'esprit céleste
- Reload (manhua)
- Remember
- Le Repos de la baleine
- Seven swords
- Sombre futur
- Step
- Vampire (manhua)
- Le Voyage en occident (manhua)
- Wilds animals